# Шатило Ольга Леонідівна
Шатило Ольга (нар. 12 серпня 1984) — українська волейболістка. Бронзова призерка Літніх Паралімпійських ігор 2012 року.
Займається у секції волейболу Київського обласного центру «Інваспорт».